# The King's Thief
The King's Thief is een Amerikaanse avonturenfilm uit 1955 onder regie van Robert Z. Leonard. Destijds werd de film in Nederland uitgebracht onder de titel De dief des konings.

## Verhaal
De Engelse koning Karel II laat enkele trouwe volgelingen oppakken wegens hoogverraad. De dochter van een van de slachtoffers komt over uit Frankrijk om de onschuld van haar vader te bewijzen. Ze wil de invloedrijke hertog van Brampton ontmaskeren als de echte vijand van de koning. Ze doet daarvoor een beroep op Michael Dermott, een soldaat die aan de zijde van Karel II heeft gevochten tegen Cromwell.

## Rolverdeling
| Acteur          | Personage           |
| --------------- | ------------------- |
| Ann Blyth       | Lady Mary           |
| Edmund Purdom   | Michael Dermott     |
| David Niven     | Hertog van Brampton |
| George Sanders  | Karel II            |
| Roger Moore     | Jack                |
| John Dehner     | Kapitein Herrick    |
| Sean McClory    | Sheldon             |
| Tudor Owen      | Simon               |
| Melville Cooper | Henry Wynch         |
| Alan Mowbray    | Gilbert Talbot      |
| Rhys Williams   | Gevangenisbewaarder |
| Joan Elan       | Charity Fell        |
| Charles Davis   | Apotheker           |
| Ashley Cowan    | Skene               |
| Ian Wolfe       | Fell                |